# 罗莎琳·费尔班克
罗莎琳·费尔班克（英語：Rosalyn Fairbank，1960年11月2日—），生于德班，南非女子网球运动员。她于1979年完成个人职业大满贯首秀，曾两次获得法国网球公开赛女子双打冠军，她最后一次参加精英组比赛是在1997年。